# The Doors (1991.)
The Doors je film Olivera Stonea iz 1991. koji govori o životu Jima Morrisona za vrijeme osnivanja sastava The Doors.

## Vanjske poveznice
The Doors u internetskoj bazi filmova IMDb-a